# 辛公平上仙
《辛公平上仙》或《辛公平上仙記》、《辛公平入都》，簡稱《辛公平》，是一篇唐傳奇，收錄於李復言所作的《續玄怪錄》（《續幽怪錄》）。敘述縣尉辛公平遇見死神，並見証死神與五百鬼兵誘開皇宮守護神並成功接引皇帝「上仙」（登仙），是一篇知名的志怪小說。《太平廣記》廣收唐朝傳奇，不願收入此篇，因這篇傳奇小說，很可能是影射皇帝的遇刺，容易聯想到宋代的野史《燭影斧聲》。

## 寓意
這篇傳奇中的皇帝為何人，引發爭議，「唐順宗」、「唐憲宗」之說皆有。但這篇故事很有可能是藉由靈異的故事，影射皇帝遭兵變謀殺，由於中國民間信仰中，鬼神不需要住旅館，就算接引死者靈魂進入幽冥，也不需要勞師動眾，舞刀弄槍，更沒甚麼好等待死者洗澡的。鬼兵可能是指兵變團隊，護衛的眾神就是宮禁的禁衛軍，洗澡即是清洗遺體。由於順宗或憲宗的死亡詳情，史書俱不錄，所以本篇傳奇可作為參考用的史料。
作者宣稱寫作此文目的在於警告傲慢的旅行者，但明顯是個託辭。陳寅恪認為是假託道教兵解之詞，以紀錄憲宗被弒殺的事實，理由是篇首有「元和末」三字。
「更數月，方有攀髯之泣」（攀髯，指皇帝駕崩），是說「死後秘不發喪」，幾個月後才發喪。黃永年則表示，唐憲宗死前幾日，還召見了義成軍節度使劉悟。所以這篇傳奇中的皇帝，應該是唐順宗才對。黃永年認為陳寅恪似乎誤會了，因為《續玄怪錄》一書內文在宋代抄錄時，屢屢避諱，「貞元」之「貞」乃宋仁宗趙「禎」同音，當時民眾畏懼冒犯皇室，慣例通常是改為「正元」，但是編者為了怕麻煩，往往直接改成「元和」，在《續玄怪錄》書中非常常見。